# Exeed
 (février 2023).
Si vous disposez d'ouvrages ou d'articles de référence ou si vous connaissez des sites web de qualité traitant du thème abordé ici, merci de compléter l'article en donnant les références utiles à sa vérifiabilité et en les liant à la section « Notes et références ».
 (février 2023).
La mise en forme du texte ne suit pas les recommandations de Wikipédia : il faut le « wikifier ».
Les points d'amélioration suivants sont les cas les plus fréquents :
- Les titres sont pré-formatés par le logiciel. Ils ne sont ni en capitales, ni en gras.
- Le texte ne doit pas être écrit en capitales (les noms de famille non plus), ni en gras, ni en italique, ni en « petit »…
- Le gras n'est utilisé que pour surligner le titre de l'article dans l'introduction, une seule fois.
- L'italique est rarement utilisé : mots en langue étrangère, titres d'œuvres, noms de bateaux, etc.
- Les citations ne sont pas en italique mais en corps de texte normal. Elles sont entourées par des guillemets français : « et ».
- Les listes à puces sont à éviter, des paragraphes rédigés étant largement préférés. Les tableaux sont à réserver à la présentation de données structurées (résultats, etc.).
- Les appels de note de bas de page (petits chiffres en exposant, introduits par l'outil «  Source ») sont à placer entre la fin de phrase et le point final[comme ça].
- Les liens internes (vers d'autres articles de Wikipédia) sont à choisir avec parcimonie. Créez des liens vers des articles approfondissant le sujet. Les termes génériques sans rapport avec le sujet sont à éviter, ainsi que les répétitions de liens vers un même terme.
- Les liens externes sont à placer uniquement dans une section « Liens externes », à la fin de l'article. Ces liens sont à choisir avec parcimonie suivant les règles définies. Si un lien sert de source à l'article, son insertion dans le texte est à faire par les notes de bas de page.
- La présentation des références doit suivre les conventions bibliographiques. Il est recommandé d'utiliser les modèles {{Ouvrage}}, {{Chapitre}}, {{Article}}, {{Lien web}} et/ou {{Bibliographie}}. Le mode d'édition visuel peut mettre en forme automatiquement les références.
- Insérer une infobox (cadre d'informations à droite) n'est pas obligatoire pour parachever la mise en page.

Pour une aide détaillée, merci de consulter Aide:Wikification.
Si vous pensez que ces points ont été résolus, vous pouvez retirer ce bandeau et améliorer la mise en forme d'un autre article.
Exeed (stylisé EXEED) est une division automobile de véhicules utilitaires sport haut de gamme lancée par le constructeur automobile chinois Chery Automobile en septembre 2017.

## Histoire
La marque Exeed a été présentée le 14 septembre 2017 au Salon international de l'automobile de Francfort avec le véhicule concept TX, un SUV de taille moyenne préfigurant une production en série pour le marché européen, avec une motorisation hybride, ou électrique ou hybride rechargeable. Le premier véhicule de marque Exeed à être dévoilé est le concept Exeed LX, présenté à Auto China le 29 avril 2018 à Pékin.

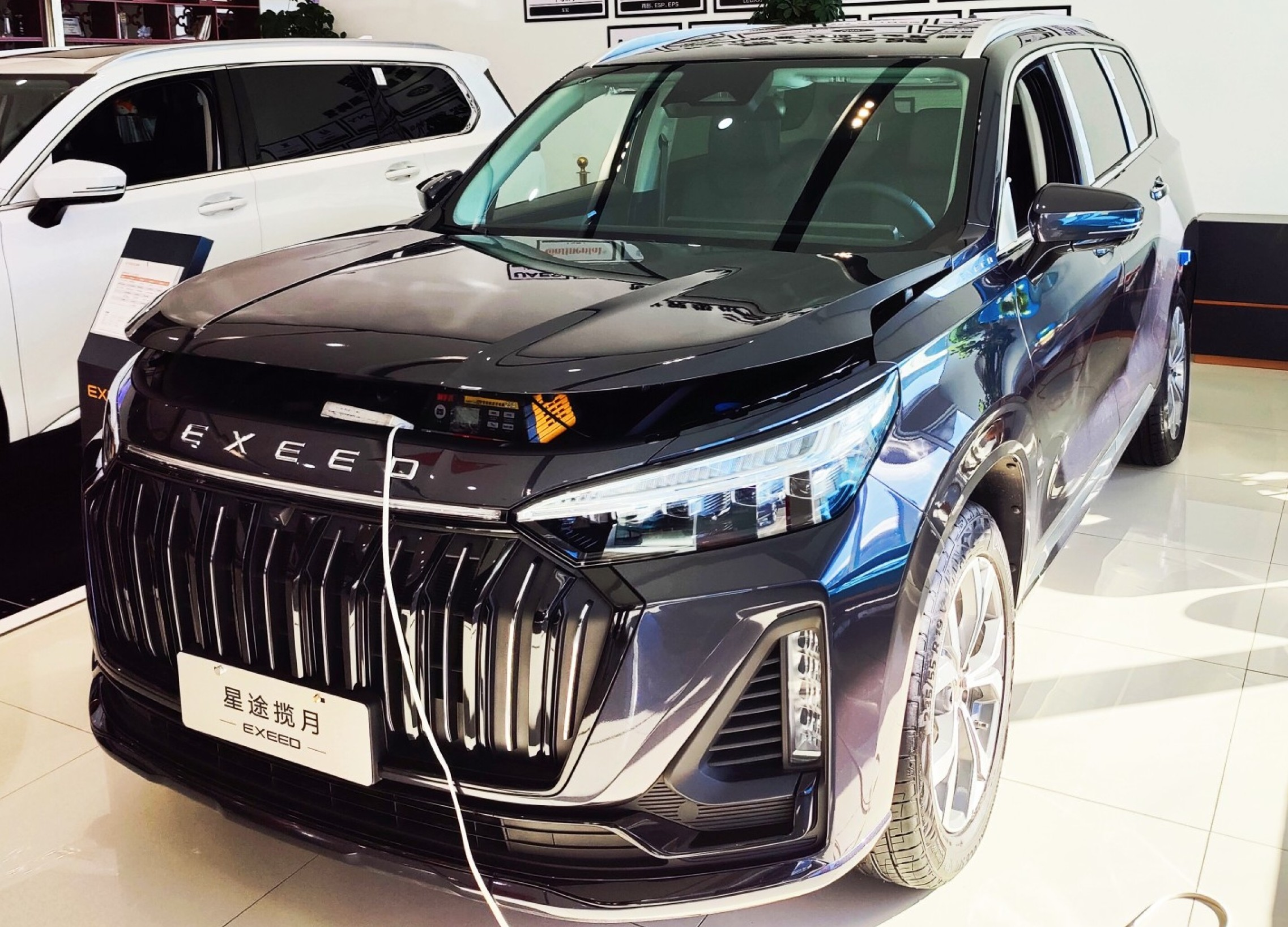
Exeed Lanyue

Le premier modèle de production Exeed lancé était le SUV intermédiaire Exeed TX/TXL en mars 2019. Le mois prochain en avril à Auto Shanghai, un troisième véhicule concept Exeed a été dévoilé, le E-IUV.[4] En octobre, Exeed a lancé son deuxième véhicule de série, le SUV compact LX basé sur Chery Tiggo 7.
À la fin de l'année, le 22 novembre 2019 à Auto Guangzhou, un véhicule concept, appelé le VX, présentant en avant-première le SUV phare de la marque a été dévoilé. Le SUV pleine grandeur Exeed VX de production est sorti en janvier 2020.
En février 2020, il a été annoncé que les Exeed TXL et VX seraient vendus aux États-Unis par HAAH Automotive Holdings sous le nom de Vantas TXL et VX. Ces modèles devaient être lancés en 2021. En avril 2021, la date de sortie de la marque Vantas a été repoussée à 2022 et il a été annoncé que les premiers modèles seraient exportés de Chine vers les États-Unis.[9] Cependant, plus tard en juillet, HAAH a déposé son bilan et les projets de Vantas et de l'autre marque d'entrée de gamme de la société, T-GO, qui prévoyaient de vendre la Chery Tiggo 7 de deuxième génération, ont été abandonnés.
En avril 2021 à Auto Shanghai, Exeed a dévoilé le cinquième SUV concept de la marque, le Stellar, un SUV électrique de taille moyenne.

## Vehicules

### Modèles actuels
- Exeed LX/Zhuifeng (depuis 2019), un VUS compact basé sur Chery Tiggo 7
- Exeed TX (depuis 2019), un SUV de taille moyenne
  - Exeed TXL/Lingyun (depuis 2019), une version étendue du TX
- Exeed VX/Lanyue (depuis 2020), un VUS pleine grandeur
- Exeed Yaoguang (depuis 2023), un SUV de taille moyenne
- Exeed Sterra ET
- Exeed Sterra ES

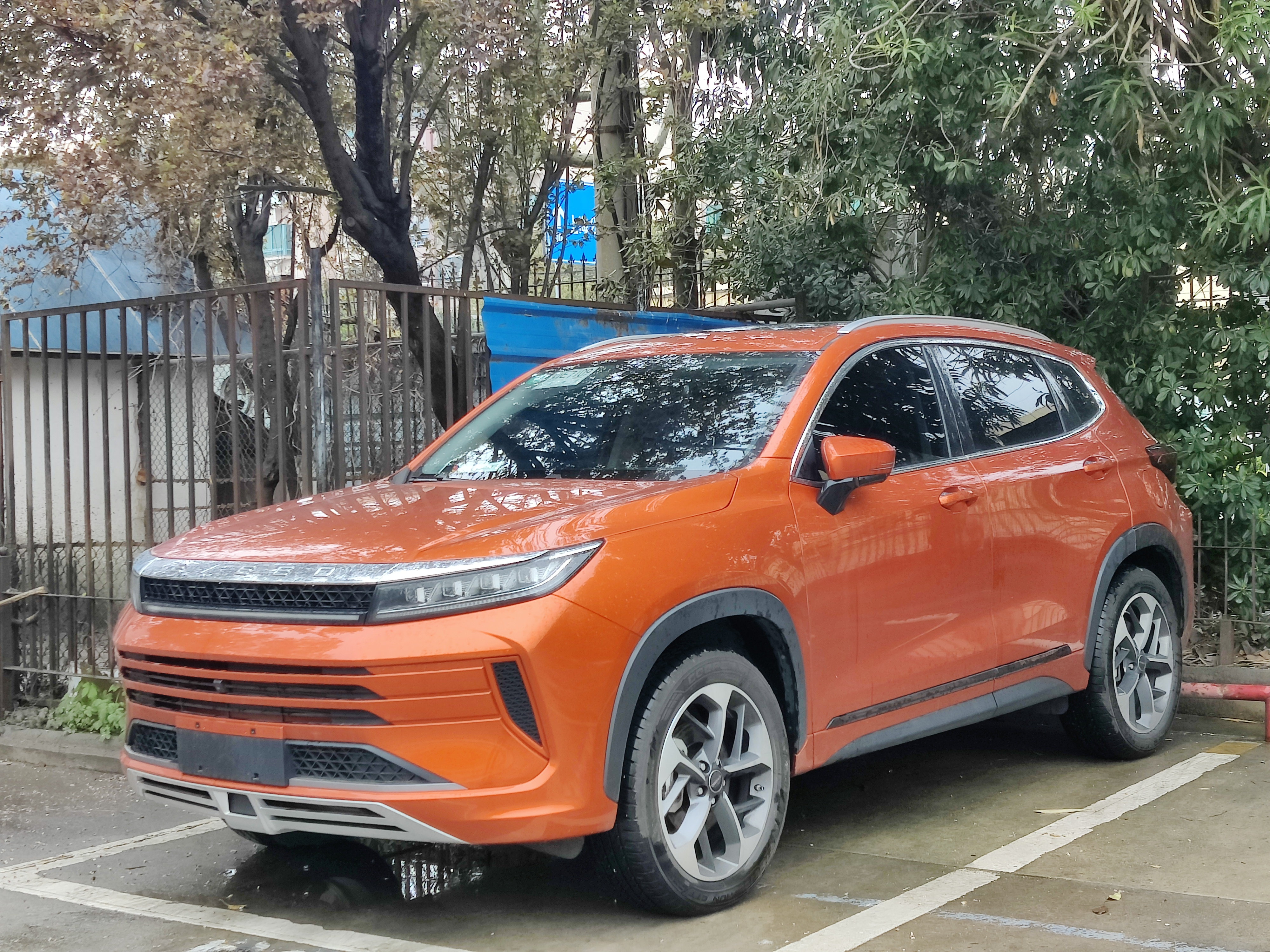
Exeed LX
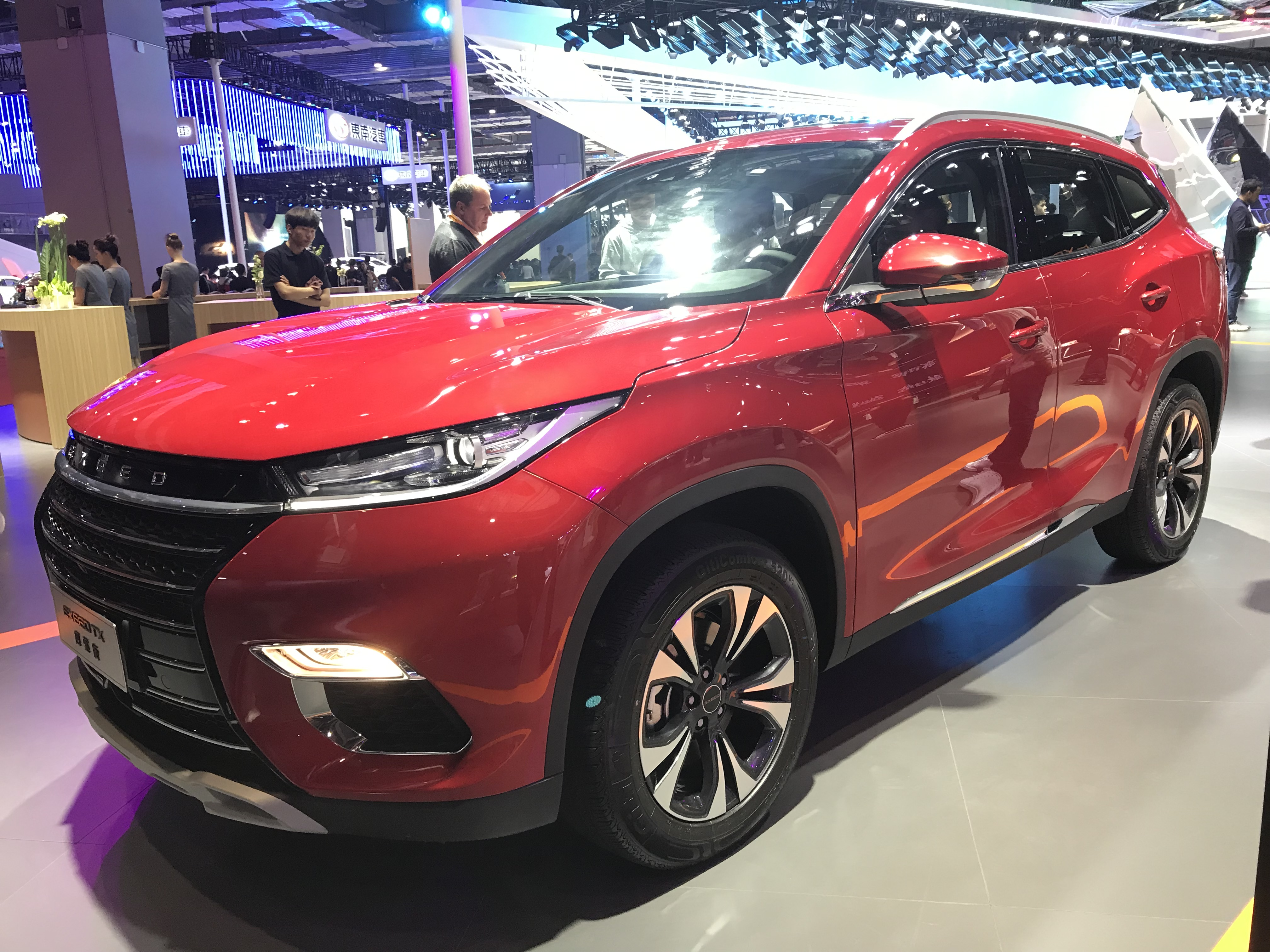
Exeed TX
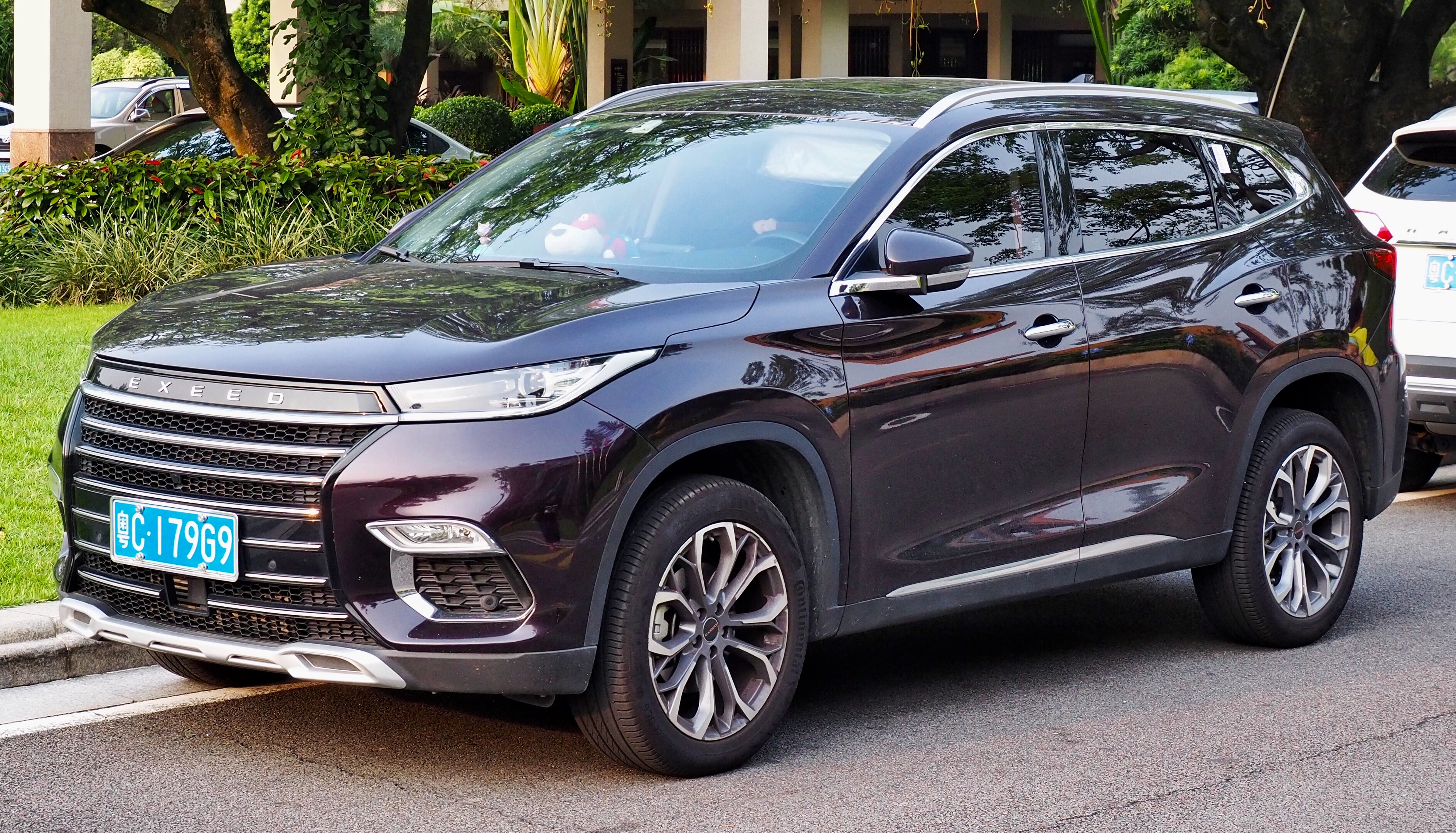
Exeed TXL
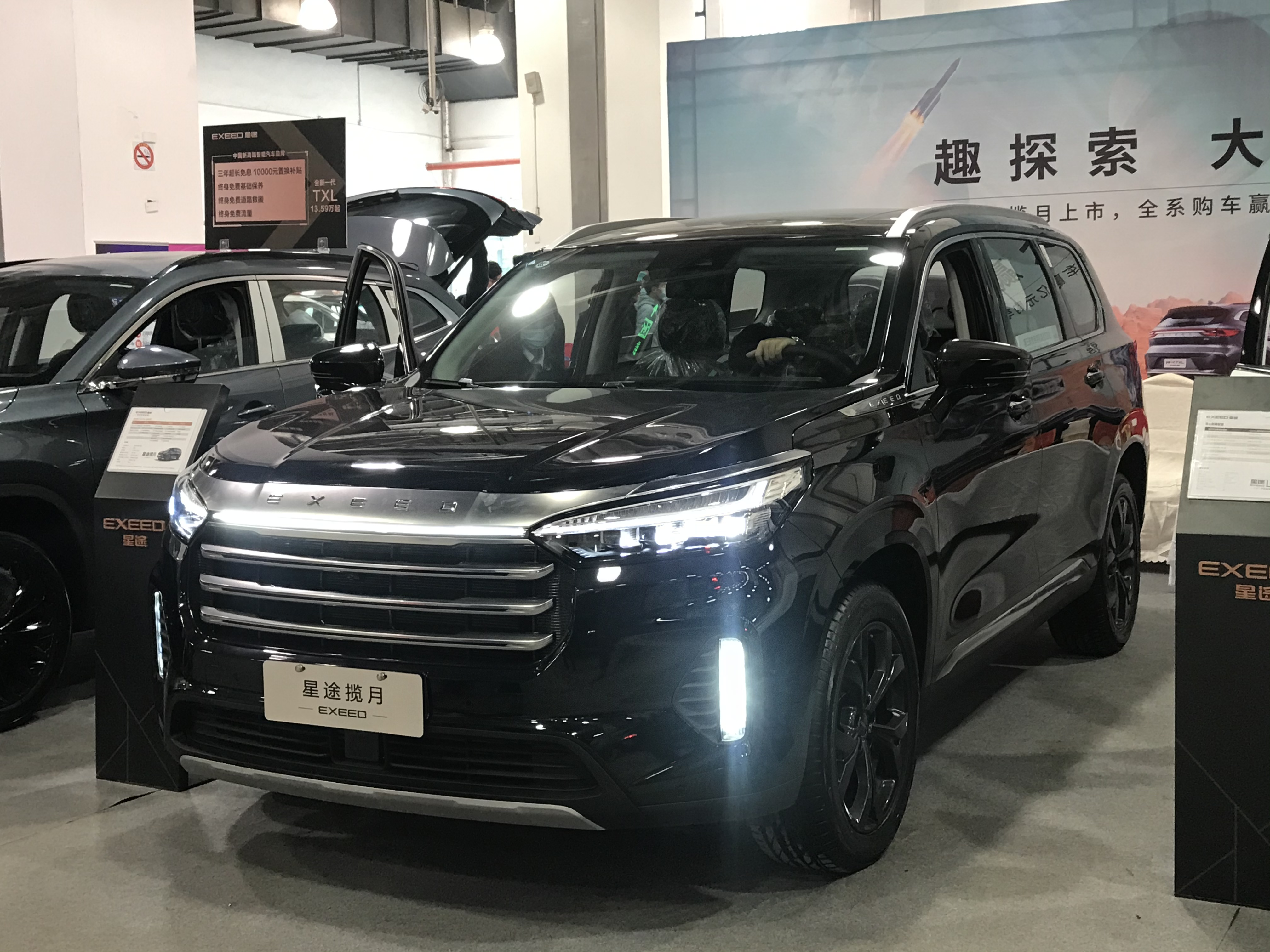
Exeed VX
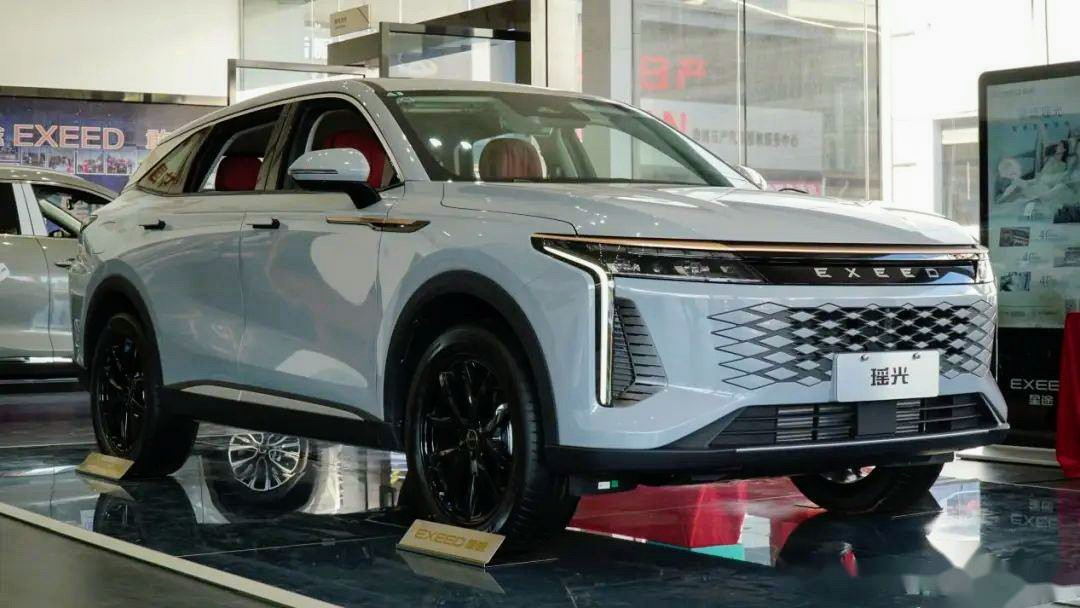
Exeed Yaoguang
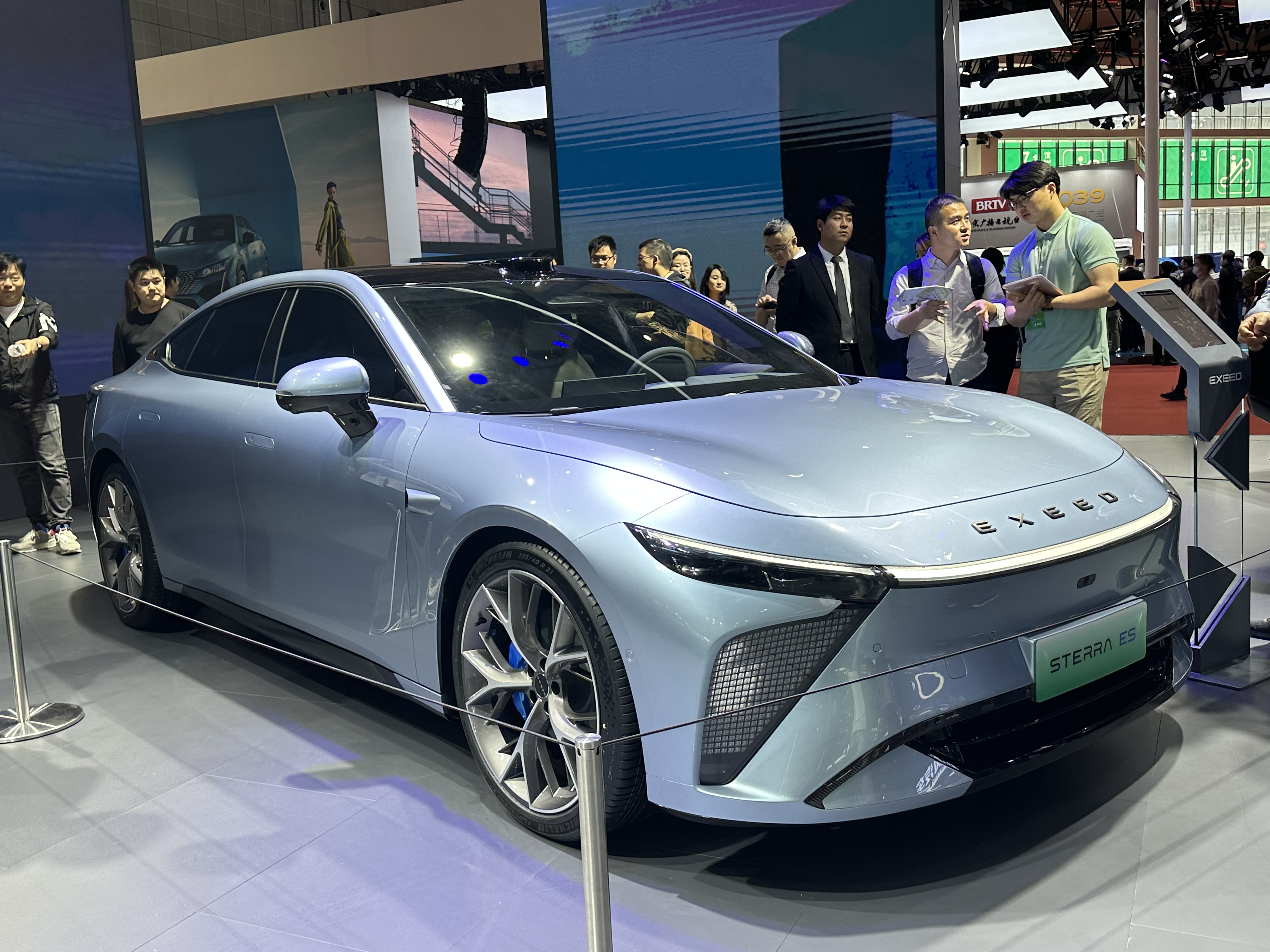
Exeed Sterra ES
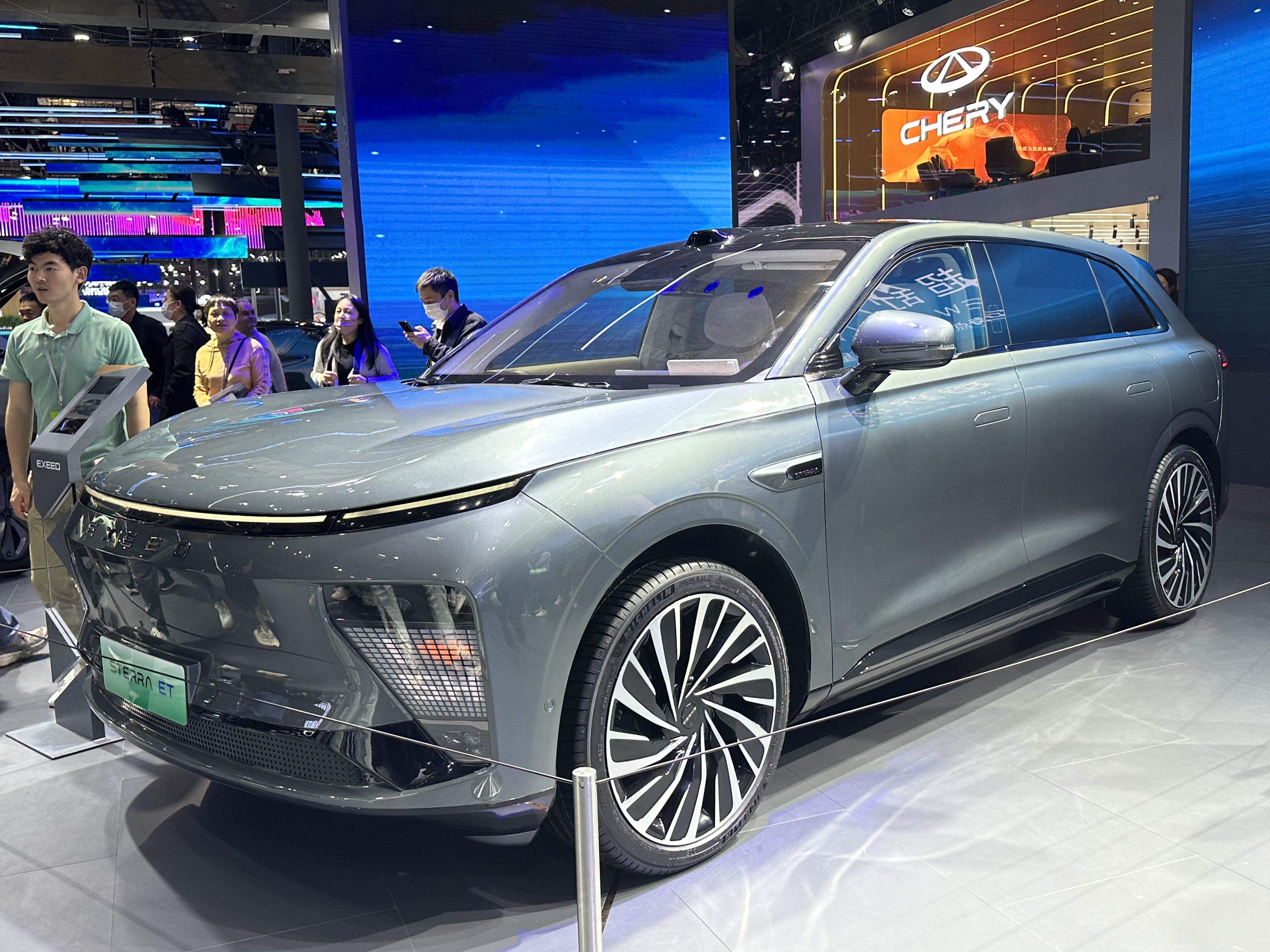
Exeed Sterra ET

### Véhicules conceptuels
- E-IUV (2019), le SUV électrique compact
- LX concept (2018), un SUV électrique compact
- Stellar (2021), un SUV électrique de taille moyenne

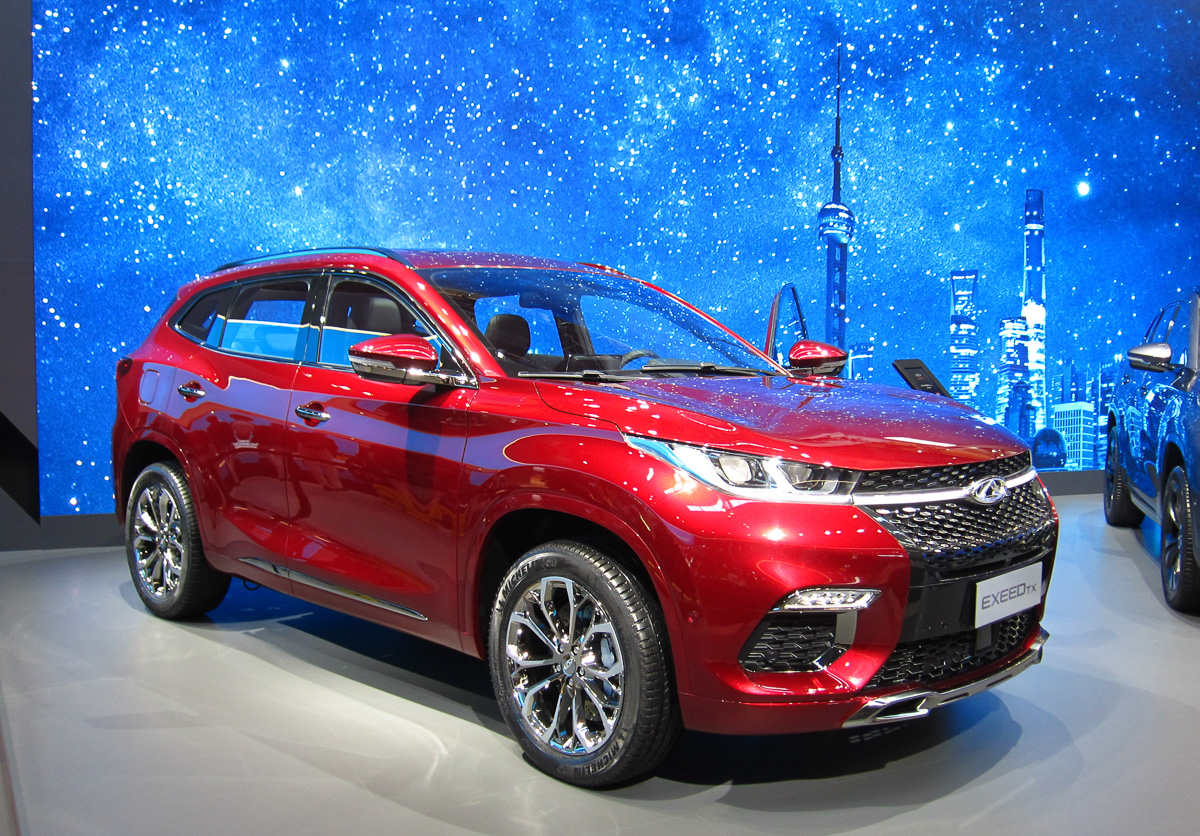
Concept TX (2017), un SUV de taille moyenne présentant en avant-première le TX de production, badgé Chery
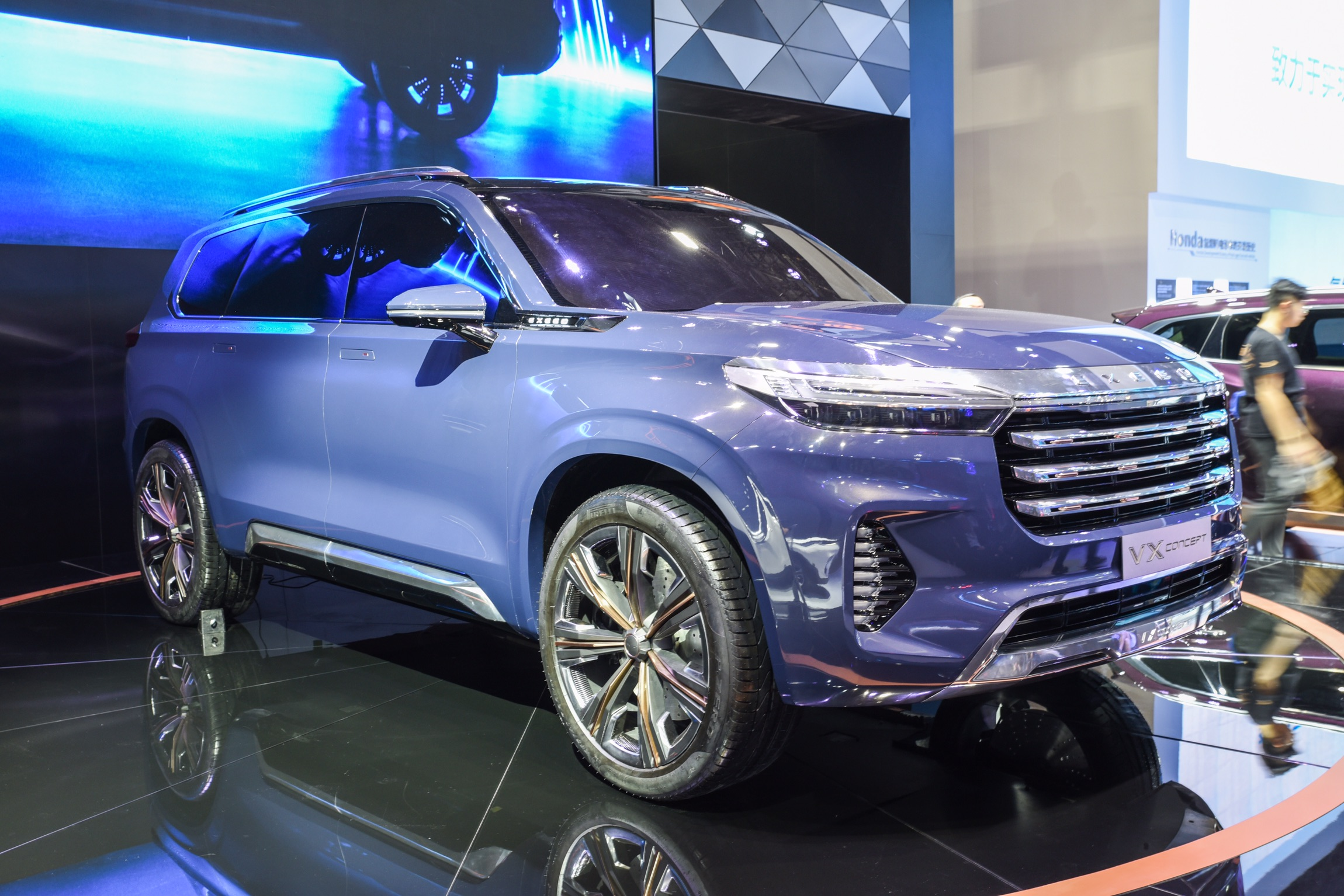
Concept VX (2019), un VUS pleine grandeur en avant-première du VX de production  - 2017 Chery Exeed TX concept
  - 2019 Exeed VX concept